# 背半棘肌
背半棘肌由細窄的肌肉纖維束組成，插在有相當長度的腱之間。
背半棘肌以一串小腱起始於第六至第十段胸椎的橫突上，並以腱附著至上方四段胸椎和下方兩段頸椎的棘突上。

## 外部連結
- 解剖學(Anatomy)-肌肉(muscle)-semispinalis muscle(半棘肌) （页面存档备份，存于）
- Image at ithaca.edu

本條目包含來自屬於公共領域版本的《格雷氏解剖學》之內容，而其中有些資訊可能已經過時。